# Mike Todd (produttore)
Michael Todd, meglio noto come Mike Todd (Minneapolis, 22 giugno 1909 – Grants, 22 marzo 1958), è stato un produttore cinematografico e produttore teatrale statunitense.
È particolarmente noto per aver prodotto il famoso film Il giro del mondo in 80 giorni, tratto dall'omonimo romanzo di Jules Verne, che ottenne l'Oscar al miglior film nel 1957. Ebbe inoltre fama per essere stato il terzo marito dell'attrice Elizabeth Taylor (e l'unico dal quale ella non divorziò). Fu inoltre il principale motore dello sviluppo del formato cinematografico a 70 mm che da lui prese il nome: Todd-AO.

## Biografia

### Infanzia
Nono figlio di una coppia di immigrati polacchi di origine ebraica, Chaim Goldbogen, un rabbino dell'Ebraismo ortodosso, e di Sophia Hellerman, veniva soprannominato dai fratelli "Toat", a causa della sua difficoltà a pronunciare la parola "coat." Di qui derivò il nome Todd.
La famiglia si trasferì successivamente a Chicago, giungendovi il giorno in cui terminò la prima guerra mondiale.
Todd fu espulso dalla scuola al sesto anno per aver organizzato il gioco dei dadi all'interno della scuola.
 Nella scuola superiore egli produsse la commedia comica Il Mikado, che fu considerata un gran successo. (Come Mike Todd, egli avrebbe poi prodotto una versione jazz della commedia musicale a Broadway nel 1939.)
Dopo aver lasciato la scuola superiore, si dedicò a numerosi lavori, tra i quali il venditore di scarpe, il decoratore di finestre e persino il  soda jerk, una sorta di cameriere che in grosse farmacie, preparava bevande gassate per i clienti. Quando la farmacia chiuse, egli aveva acquisito una tal conoscenza medica da ottenere un impiego presso il Michael Reese Hospital di Chicago come "guardiano", con il compito di impedire ai visitatori dei ricoverati di portare loro cibi non compatibili con le diete che dovevano seguire.

### Costruttore
Iniziò la sua carriera di costruttore, con la quale fece una fortuna che successivamente perdette. Aprì il College of Bricklaying of America, acquistando a credito il materiale per insegnare il mestiere di muratore, ma la scuola dovette chiudere quando il Sindacato dei muratori considerò il college un inaccettabile luogo per studiare. Todd e suo fratello Frank aprirono subito dopo una propria impresa di costruzioni.
Ebbe i suoi primi contatti con l'industria cinematografica allorché firmò un contratto con gli studi di Hollywood durante il passaggio dal cinema muto a quello parlato.
 L'impresa che possedeva insieme al fratello fallì nei primi giorni della grande depressione. Non ancora ventunenne, Todd perse più di 1 milione di dollari (pari a circa 14 milioni di oggi) e successivamente fece fallimento più volte.

### Impresario di teatro

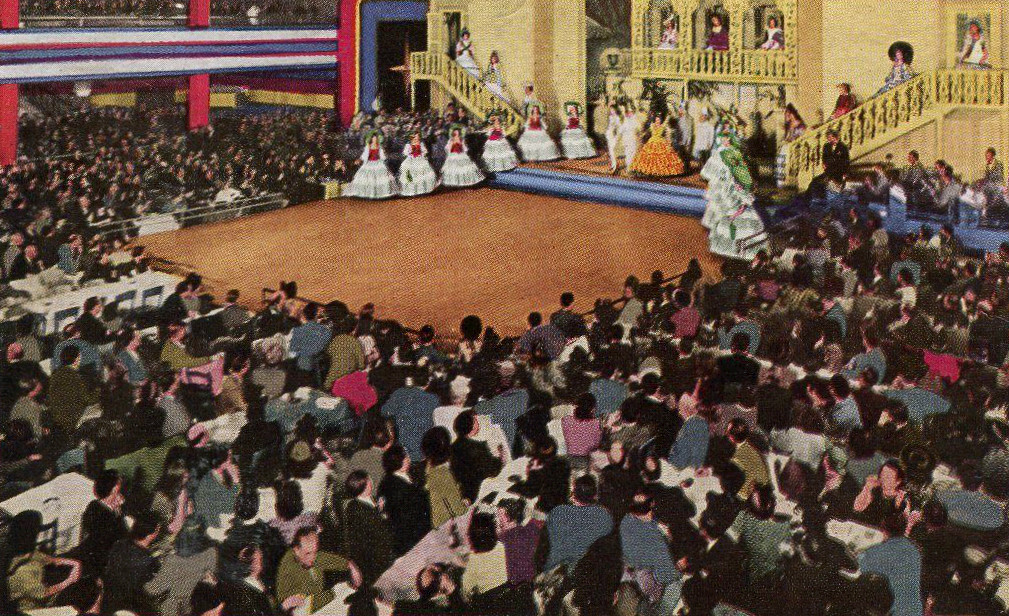
Todd possedeva un Theatre Cafe dalle parti di Lake View in Chicago, che negli anni 1940 offriva pranzi con musica e spettacoli dal vivo

La morte del padre, avvenuta nel 1931, costituì un punto di svolta nella vita di Todd: egli decise di cambiare il suo nome in Mike Todd proprio nel giorno del decesso del padre.
Durante l'esposizione mondiale del 1933–1934 organizzata a Chicago per celebrare il centenario della città, Todd produsse uno spettacolo chiamato Flame Dance. In questo numero, getti di gas erano appositamente studiati per bruciare parte del costume di una danzatrice, lasciandola in apparenza nuda. Ciò attrasse l'attenzione, tanto da procurargli un'offerta da un nightclub di New York, il Casino de Paris. Con questo incarico Todd ebbe così il primo contatto con Broadway e si impegnò per trovare il modo di intraprendere una nuova carriera.
Dopo aver visto la rappresentazione del Federal Theatre Project (FTP) di Chicago di The Swing Mikado, un adattamento dell'opera di Gilbert e Sullivan Il Mikado, con un cast di soli afro-americani concepito da Harry Minturn, Todd decise di rappresentare la propria versione a Broadway, The Hot Mikado, nonostante le proteste dello FTP. The Hot Mikado, con l'interpretazione di Bill Robinson, debuttò a Broadway il 23 marzo 1939. Il conseguente successo della produzione di Todd, a spese di quella di Chicago, contribuì alla crisi finanziaria e alla chiusura del Federal Theatre Project a Chicago.
Il successo a Broadway incoraggiò Todd a tentare di scritturare lo showman Billy Rose. Todd si recò da Grover Whalen, presidente della Fiera Mondiale di New York del 1939, con la proposta di portare lo spettacolo di Broadway alla Fiera. Whelan, desideroso di avere lo spettacolo alla Fiera, coprì le prime spese di Todd. Rose, che aveva una clausola di esclusività nel suo contratto con la Fiera, incontrò Todd da Lindy's, ove Rose apprese che il suo contratto riguardava solo nuove forme di spettacolo. Per evitare confronti diretti, Rose accettò subito di promuovere la produzione di Todd insieme a quella propria.

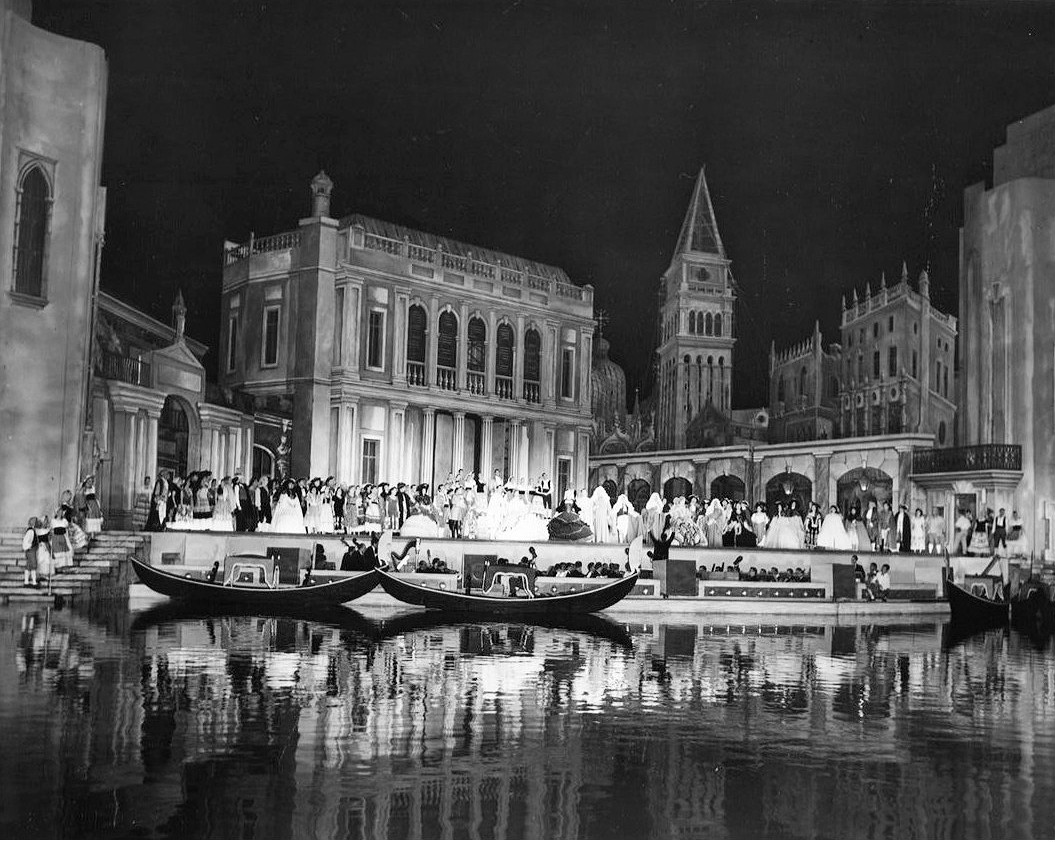
Primo atto finale da A Night in Venice La produzione era zeppa, con un cast di 500 e fuochi d'artificio.

Durante la sua carriera Todd produsse infine 17 spettacoli a Broadway, comprese le fortunatissime  Star and Garter, interpretata da Bobby Clark, The Naked Genius, scritta e interpretata dalla spogliarellista Gypsy Rose Lee, e una produzione del 1945 dell' Amleto interpretata da Maurice Evans. I suoi maggiori successi li ebbe con commedie musicali, in cui si esibivano attrici in deshabillé, come As the Girls Go e Michael Todd's Peepshow.
Nel 1952 Todd mise in produzione l'operetta di Johann Strauss figlio Una notte a Venezia, completa di gondole naviganti nell'allora appena eretto Jones Beach Theatre a Long Island, New York. Fu rappresentata per due stagioni.

### Cinema ad ampio schermo e produzione di film

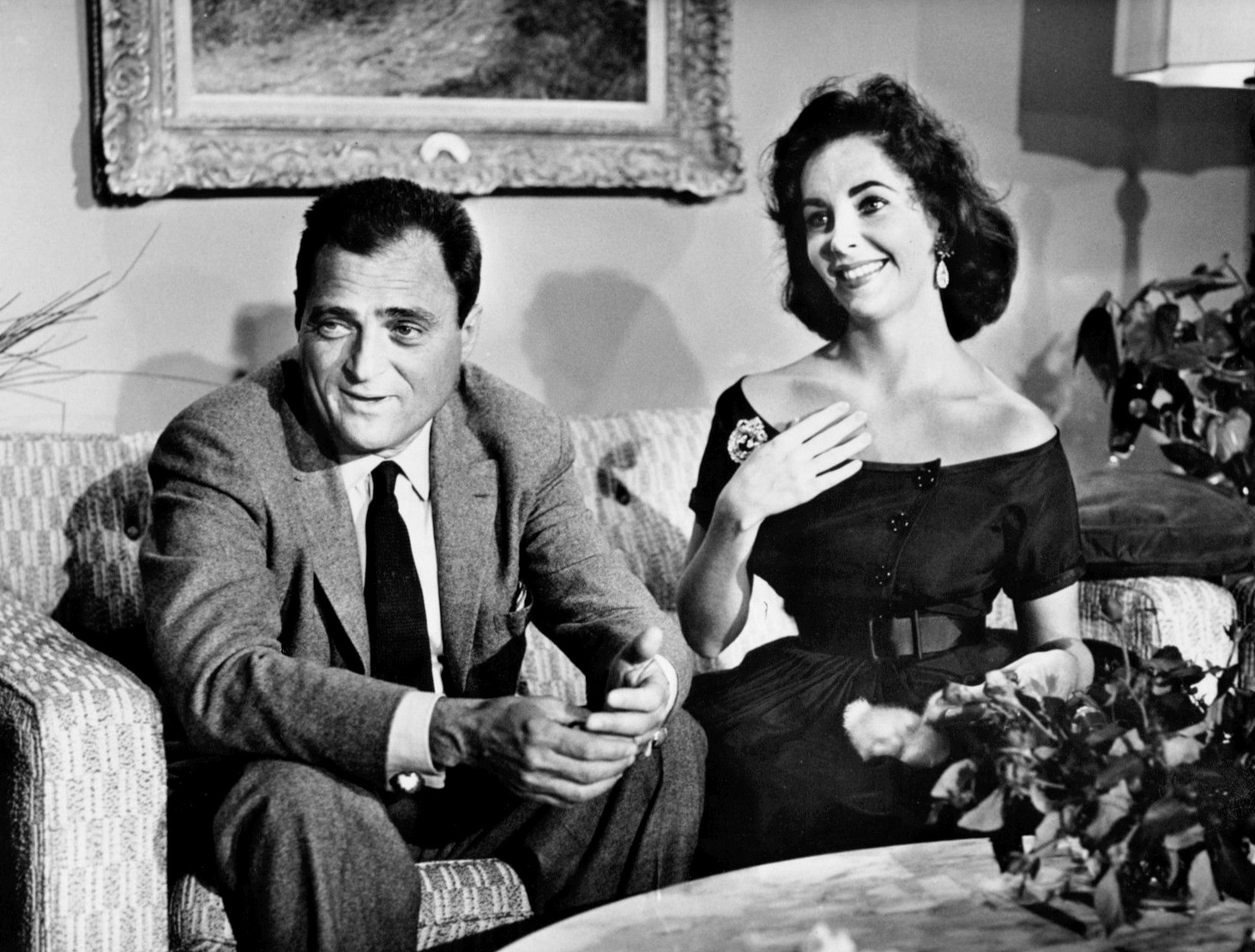
CBS paga Mike Todd per i diritti di celebrare al Madison Square Garden il suo primo anniversario di Around the World in 80 Days come special televisivo nel 1957. Todd e la Taylor sono qui ripresi a casa loro in un clip cinematografico che fu utilizzato per lo speciale televisivo.

Nel 1950 Todd realizzò il Cinerama con Lowell Thomas (che fondò Capital Cities Communications) e l'inventore Fred Waller. La società fu creata per sfruttare un procedimento cinematografico di ampio schermo, creato da Waller, che utilizzava tre proiettori cinematografici per creare un'immagine composta gigante su uno schermo curvo. La prima applicazione pratica di Cinerama, This Is Cinerama, fu commercializzata nel settembre del 1952.
Prima però, Todd aveva già lasciato la Società del Cinerama per sviluppare un processo ad ampio schermo che avrebbe eliminato alcuni inconvenienti del Cinerama. Il risultato fu il procedimento Todd-AO, progettato dall'American Optical Company. Il procedimento fu inizialmente utilizzato commercialmente per un fortunato adattamento del film  Oklahoma! (1955). Subito dopo Todd produsse il film per il quale è più ricordato, Il giro del mondo in 80 giorni, che uscì nel circuito pubblico il 17 ottobre 1956. Costato 6 milioni di dollari, ne incassò al botteghino 16, e nel 1957 vinse l'Oscar al miglior film.
Negli anni 1950 Todd acquistò gli Harris and Selwyn Theaters, nel centro di Chicago.  Il Selwyn venne rinominato Michael Todd's Cinestage e divenne una vetrina per le produzioni in Todd-AO, mentre l'Harris, rinominato Michael Todd Theatre, venne utilizzato per film più convenzionali. Le facciate di entrambi i cinema sono rimaste immutate come parte del complesso Goodman Theatre, mentre gli interni sono stati completamente ristrutturati.
Il romanzo di William Woolfolk dei primi anni '60, My Name Is Morgan, fu considerato una libera interpretazione della vita e della carriera di Mike Todd.

### La morte
Il 22 marzo 1958, l'aereo privato di Todd, il Lucky Liz si schiantò vicino a Grants (Nuovo Messico). Il velivolo, un bimotore Lockheed L-18 Lodestar, ebbe un'avaria a uno dei motori proprio mentre si trovava a dover sopportare il sovraccarico dovuto alle incrostazioni di ghiaccio che si erano formate sulle ali. Non essendo possibile mantenere il sovrappeso a quella quota con un solo motore, il velivolo perse il controllo e precipitò, causando la morte delle quattro persone che si trovavano a bordo. Con Todd morirono lo scrittore e sceneggiatore Art Cohn, che stava scrivendo la biografia di Todd, The Nine Lives of Michael Todd, il pilota Bill Verner e il co-pilota Tom Barclay. Quest'ultimo in realtà era stato chiamato a sostituire il co-pilota abituale, quando questi, alla partenza, non si era presentato.
La salma di Todd fu inumata al Forest Park, nell'Illinois, nel Cimitero Beth Aaron, che è parte del cimitero ebraico Waldheim.

### Vita privata
Todd si sposò tre volte:

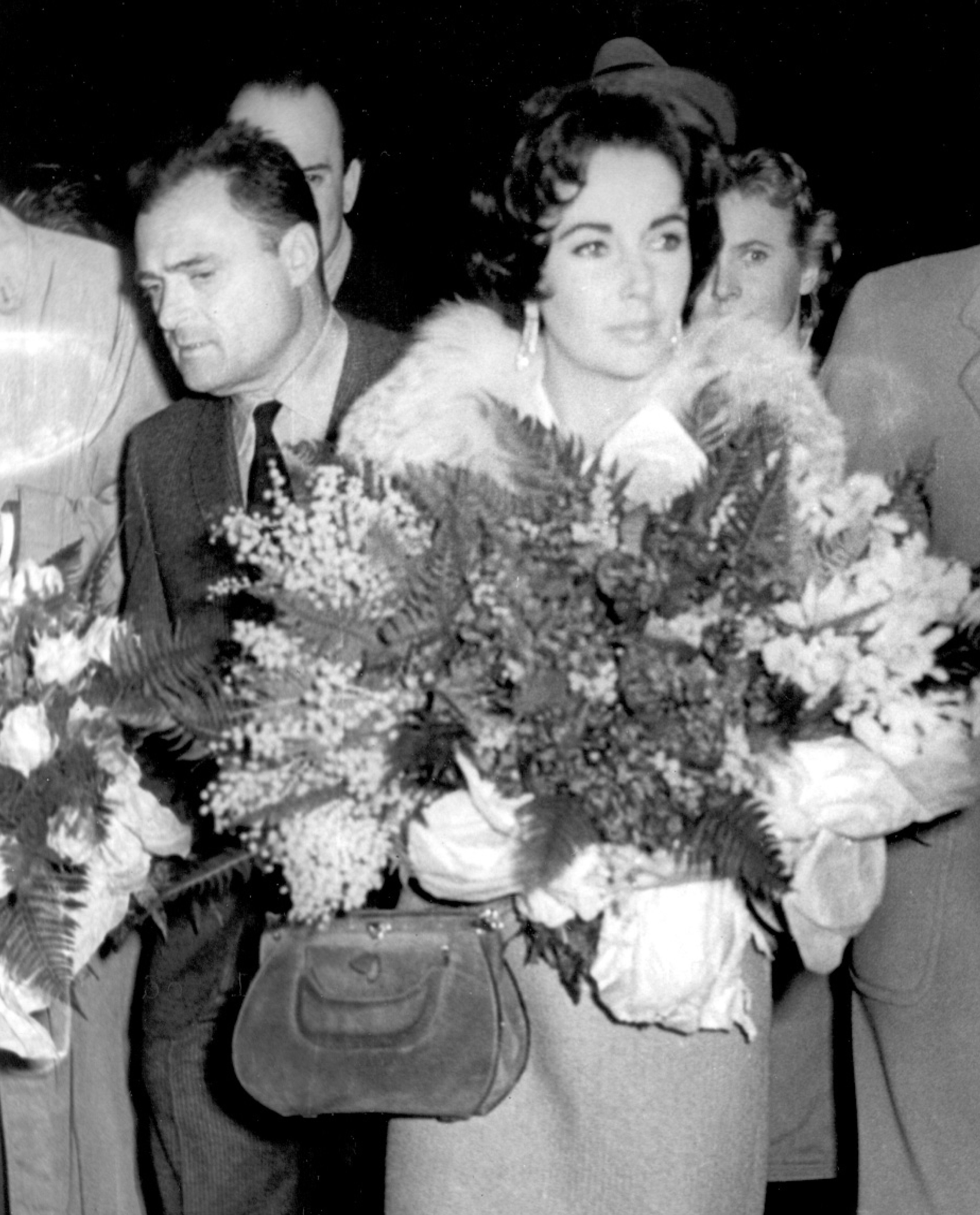
Todd con Elizabeth Taylor a Belgrado

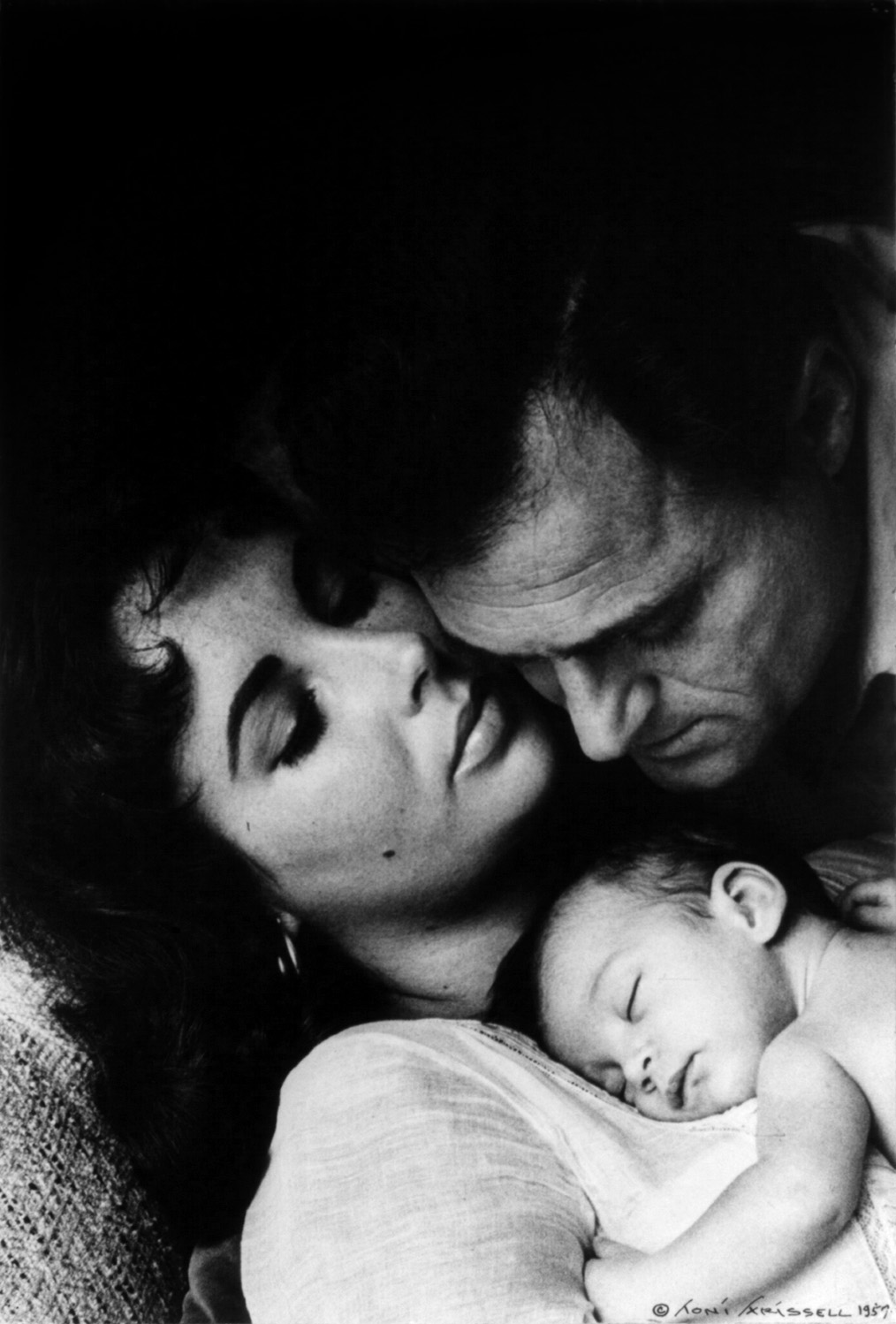
Todd con la figlia Liza e la moglie Elizabeth Taylor nel 1957

- con Bertha Freshman il 14 febbraio 1927, all'età di 17 anni[26] dalla quale ebbe un figlio, Mike Todd Jr;[6] Bertha morì di pneumotorace nel 1946, quando la coppia era già da tempo separata.
- con l'attrice Joan Blondell il 5 luglio 1947,[27] divorziando l'8 giugno 1950, su richiesta di lei per crudeltà mentale.[28]
- con l'attrice Elizabeth Taylor il 2 febbraio 1957[29] in Messico, celebrato dal sindaco di Acapulco; era il terzo matrimonio per entrambi gli sposi, lei aveva 24 anni e lui 47.[30] Mario Moreno, meglio noto come Cantinflas, fu loro testimone. Todd e la Taylor ebbero una figlia, Elizabeth Frances (Liza) Todd, che nacque il 6 agosto 1957.[31]

## Selezione di produzioni di Broadway
- Call Me Ziggy (Farsa, 1937)
- The Hot Mikado (Commedia musicale, 1939)
- Something for the Boys (Commedia musicale, 1943)
- Mexican Hayride (Commedia musicale, 1944)
- Up in Central Park (Commedia musicale, 1945)
- As the Girls Go (Commedia musicale, 1948)[32]